# 长水校尉
長水校尉，漢代軍隊官名，官秩二千石。在漢武帝時設立，為八校尉之一，統領匈奴長水胡，駐紮在宣曲宮，其部隊又稱長水宣曲胡騎。至東漢時，加入烏桓胡騎。

## 概論
長水胡為歸附漢朝的匈奴部落，被安置在長安外圍，為皇室養馬，以及作為親衛軍。漢武帝時，設立長水校尉，統領長水胡騎，駐地在宣曲宮。